# Gare de Berlin Beusselstraße
La Gare de Berlin Beusselstraße est une gare ferroviaire à Berlin sur le Ringbahn. Elle est située dans le quartier de Moabit dans l'arrondissement de Mitte. Elle doit son nom au pont et à la rue qui la surplombe. Elle se situe à proximité de la gare de marchandises Berlin-Moabit.

## Galerie de photographies

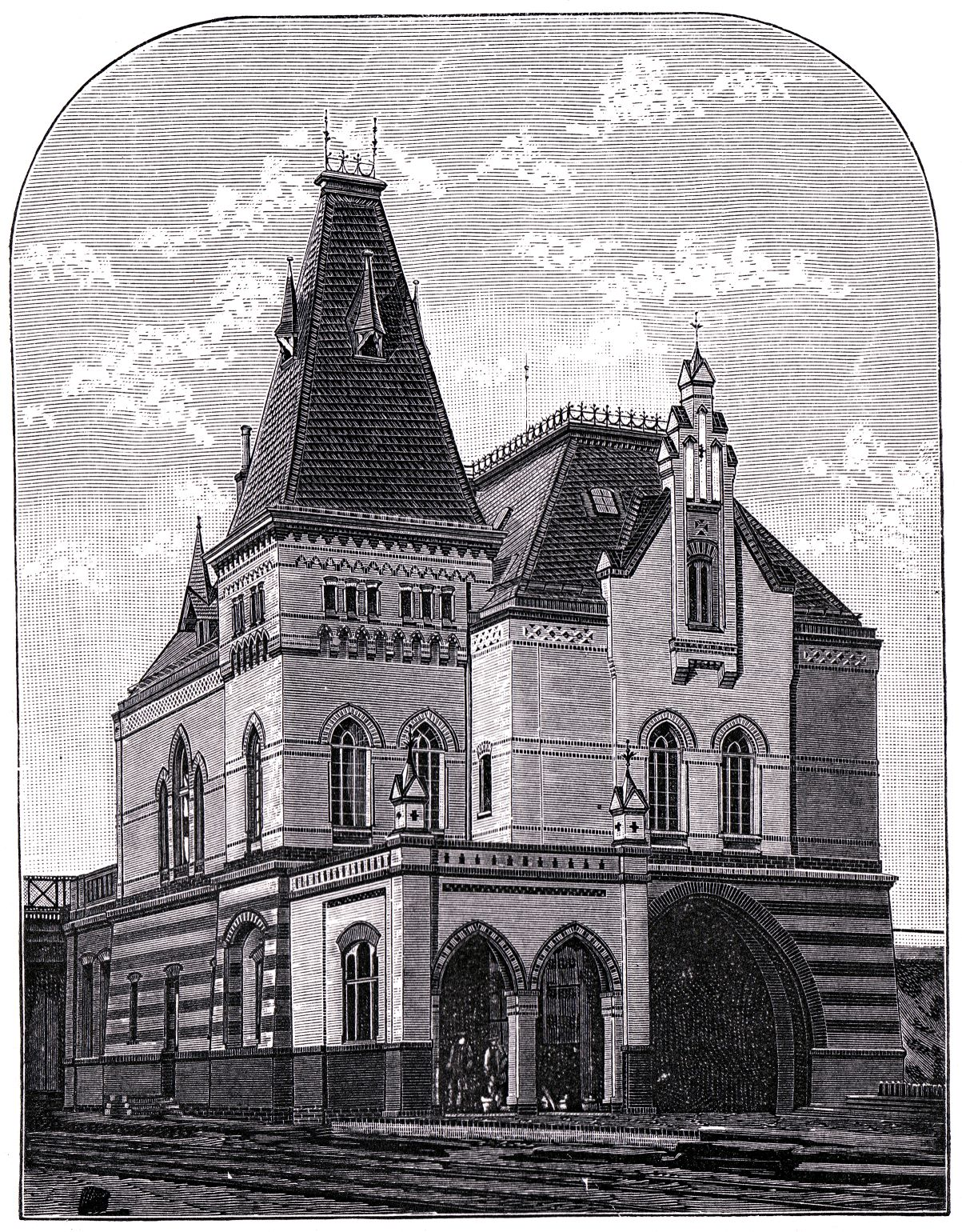
Schéma vers 1896
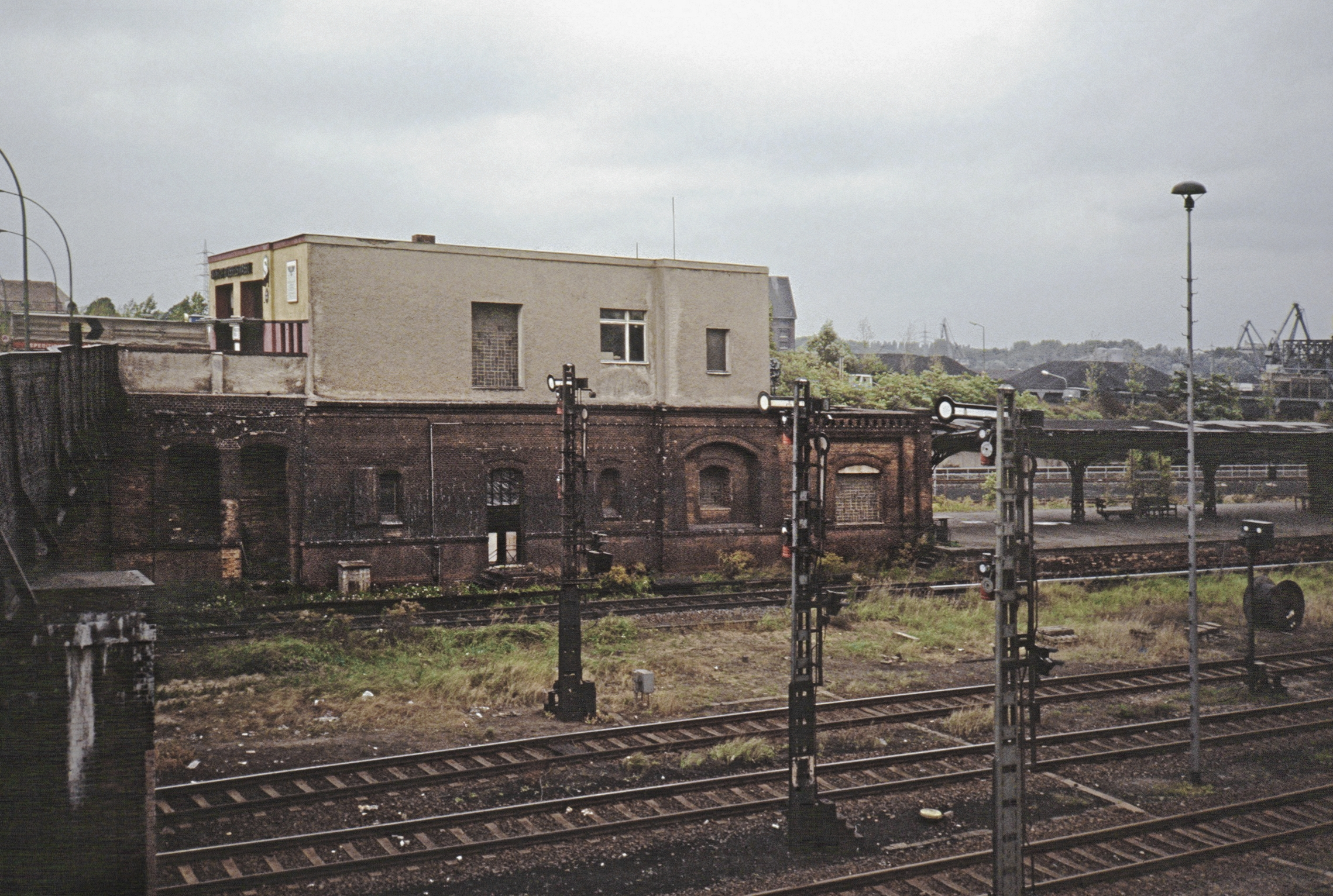
La gare en 1988
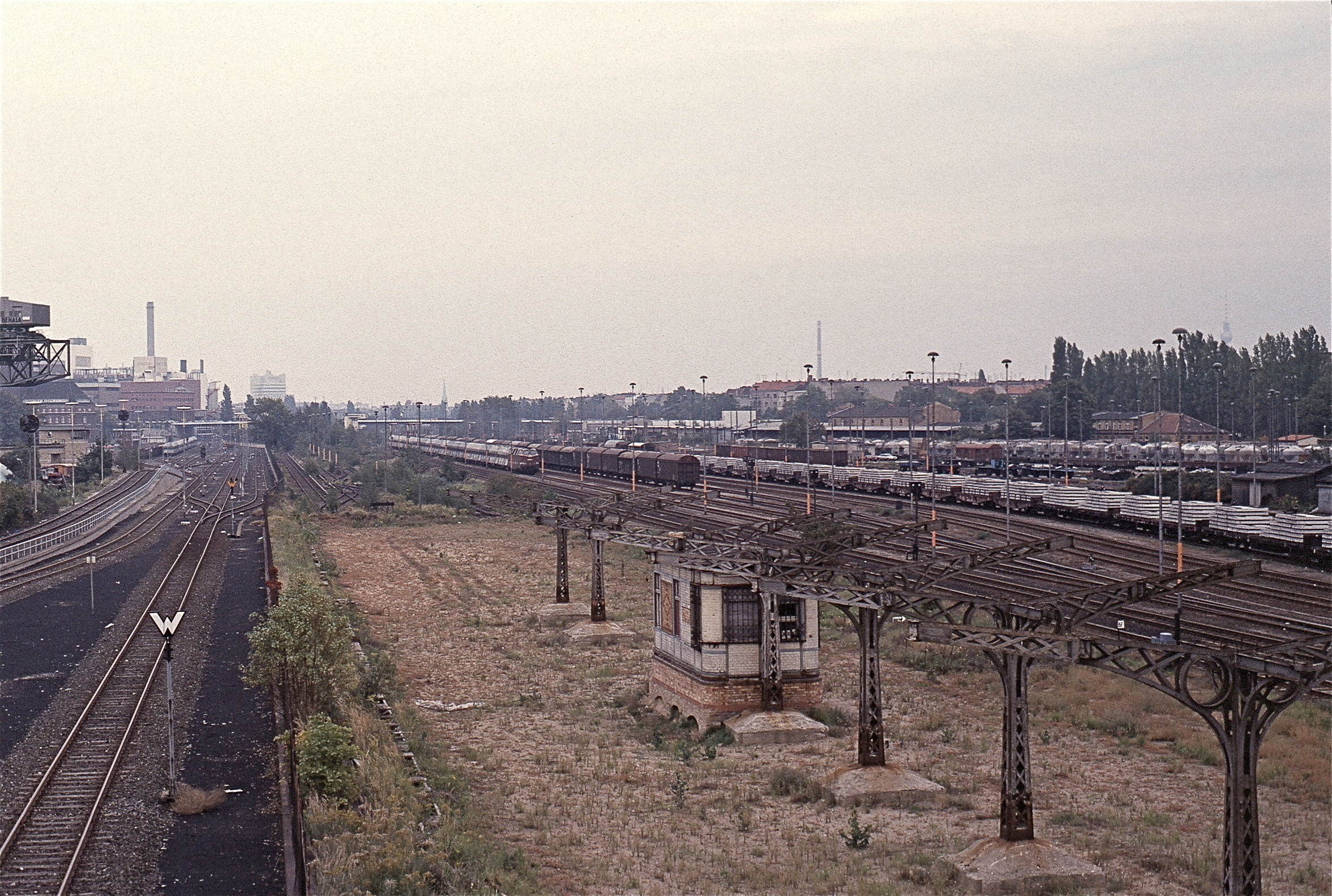
La gare en 1992